# Gornal (métro de Barcelone)
Gornal est une station de la ligne 8 du métro de Barcelone.

## Situation sur le réseau
La station se situe sous l'avenue Carmen Amaya (Avingunda Carmen Amaya), sur le territoire de la commune de L'Hospitalet de Llobregat. Elle s'intercale entre les stations Sant Josep et Europa | Fira de la ligne Llobregat - Anoia des Chemins de fer de la généralité de Catalogne (FGC).

## Histoire
La station est ouverte au public le 2 mars 1987, à l'occasion de l'enfouissement de la ligne entre Sant Josep et l'ex-bifurcation de Riera Blanca (qui répartissait les trains depuis la gare de Sant Boi vers les gares de la place d'Espagne, de Magòria et du port).

## Services aux voyageurs

### Accès et accueil
La station dispose de deux voies et de deux quais latéraux.

### Intermodalité
La station permet la correspondance avec les lignes suburbaines et régionales de l'infrastructure Llobregat - Anoia. À 85 m en surface se trouve la gare de Bellvitge, où circulent les lignes R2 de la Rodalia de Barcelone et R15 des Rodalies de Catalunya.